# دوریس رابرتس
دوریس رابرتس (انگلیسی: Doris Roberts؛ زاده ۴ نوامبر ۱۹۲۵ – درگذشته ۱۷ آوریل ۲۰۱۶) هنرپیشه اهل ایالات متحده آمریکا بود. وی از سال ۱۹۵۱ تا ۲۰۱۶ میلادی تاکنون مشغول فعالیت بود.

## گزیده فیلم‌شناسی
- پابرهنه در پارک (۱۹۶۷)
- طلاق به سبک آمریکایی (۱۹۶۷)
- یک برگ نو (۱۹۷۱)
- خیابان هستر (۱۹۷۵)
- رز (۱۹۷۹)
- خاطرات آنه فرانک (۱۹۸۰)
- یک مادر برای کریسمس (۱۹۹۰)
- یک ماهی در وان حمام (۱۹۹۹)
- دیکی رابرتس (۲۰۰۳)
- ماه دیگر برداشت محصول (۲۰۰۹)
- حفاظت از شاهد مدیا (۲۰۱۲)